# Episodi di E-Ring
La prima e unica stagione della serie televisiva E-Ring è stata trasmessa negli Stati Uniti d'America su NBC dal 21 settembre 2005 al 9 novembre 2006.
In Italia la stagione è stata trasmessa su Rai 2 dal 21 marzo al 7 giugno 2008.
L'episodio 14 Il generale è stato erroneamente trasmesso dopo l'episodio 16 Angeli caduti. La lista segue gli episodi originali.
| nº | Titolo originale       | Titolo italiano                   | Prima TV USA      | Prima TV Italia |
| -- | ---------------------- | --------------------------------- | ----------------- | --------------- |
| 1  | Pilot                  | Prima missione                    | 21 settembre 2005 | 21 marzo 2008   |
| 2  | Snatch and Grab        | Il metodo Fulton                  | 28 settembre 2005 | 28 marzo 2008   |
| 3  | Escape and Evade       | Linea di confine                  | 5 ottobre 2005    | 29 marzo 2008   |
| 4  | Tribes                 | Odio tribale                      | 12 ottobre 2005   | 4 aprile 2008   |
| 5  | Weekend Pass           | Colpo di stato                    | 19 ottobre 2005   | 4 aprile 2008   |
| 6  | Toy Soldiers           | Soldatini di piombo               | 26 ottobre 2005   | 5 aprile 2008   |
| 7  | Cemetery Wind (Part 1) | Vento di cimitero (prima parte)   | 2 novembre 2005   | 11 aprile 2008  |
| 8  | Cemetery Wind (Part 2) | Vento di cimitero (seconda parte) | 9 novembre 2005   | 11 aprile 2008  |
| 9  | Delta Does Detroit     | Azione illegale                   | 16 novembre 2005  | 12 aprile 2008  |
| 10 | The Forgotten          | Un gesto dovuto                   | 23 novembre 2005  | 19 aprile 2008  |
| 11 | Christmas Story        | Un racconto di Natale             | 7 dicembre 2005   | 25 aprile 2008  |
| 12 | Breath of Allah        | Il respiro di Allah               | 11 gennaio 2006   | 26 aprile 2008  |
| 13 | War Crimes             | Crimini di guerra                 | 18 gennaio 2006   | 3 maggio 2008   |
| 14 | The General            | Il generale                       | 1º febbraio 2006  | 24 maggio 2008  |
| 15 | Five Pillars           | I cinque pilastri                 | 21 settembre 2006 | 10 maggio 2008  |
| 16 | Fallen Angels          | Angeli caduti                     | 28 settembre 2006 | 17 maggio 2008  |
| 17 | Friends and Enemies    | Amici nemici                      | 5 ottobre 2006    | 24 maggio 2008  |
| 18 | Two Princes            | Ragazze americane                 | 12 ottobre 2006   | 25 maggio 2008  |
| 19 | Brothers In Arms       | Attacco alla base                 | 19 ottobre 2006   | 31 maggio 2008  |
| 20 | Hard Sell              | In mano al nemico                 | 26 ottobre 2006   | 31 maggio 2008  |
| 21 | Isolation              | Isolamento speciale               | 2 novembre 2006   | 1º giugno 2008  |
| 22 | Acceptable Losses      | Perdite accettabili               | 9 novembre 2006   | 7 giugno 2008   |

## Prima missione
- Titolo originale: "Pilot"
- Diretto da: Taylor Hackford
- Scritto da: David McKenna e Ken Robinson

### Trama
JT prende servizio presso la Divisione Operativa del Pentagono e deve subito occuparsi di un caso particolarmente delicato. Un agente segreto in Cina deve essere liberato ma per farlo bisogna infrangere alcuni accordi internazionali. JT riuscirà a convincere i vari responsabili che vale la pena rischiare?

## Il metodo Fulton
- Titolo originale: Snatch and Grab
- Diretto da: David Barrett
- Scritto da: David McKenna e Ken Robinson (soggetto); David McKenna (sceneggiatura)

## Linea di confine
- Titolo originale: Escape and Evade
- Diretto da: Michael Robison
- Scritto da: Erik Oleson

## Odio tribale
- Titolo originale: Tribes
- Diretto da: Fred Keller
- Scritto da: David Gerken (soggetto); Karen Hall (sceneggiatura)

## Colpo di stato
- Titolo originale: Weekend Pass
- Diretto da: Jesús Salvador Treviño
- Scritto da: Laurie Arent

## Soldatini di piombo
- Titolo originale: Toy Soldiers
- Diretto da: John Showalter
- Scritto da: Kenneth Biller e David Gerken

## Vento di cimitero (prima parte)
- Titolo originale: Cemetery Wind (Part 1)
- Diretto da: Tim Matheson
- Scritto da: David McKenna e Ken Robinson (soggetto); David McKenna (sceneggiatura)

## Vento di cimitero (seconda parte)
- Titolo originale: Cemetery Wind (Part 2)
- Diretto da: David Barrett
- Scritto da: David McKenna e Ken Robinson (soggetto); David McKenna (sceneggiatura)

## Azione illegale
- Titolo originale: Delta Does Detroit
- Diretto da: Perry Lang
- Scritto da: Erik Oleson

## Un gesto dovuto
- Titolo originale: The Forgotten
- Diretto da: Dean White
- Scritto da: Michael Ostrowski

## Un racconto di Natale
- Titolo originale: Christmas Story
- Diretto da: Alex Zakrzewski
- Scritto da: Cinque Henderson

## Il respiro di Allah
- Titolo originale: Breath of Allah
- Diretto da: Deran Sarafian
- Scritto da: Scott Reynolds

## Crimini di guerra
- Titolo originale: War Crimes
- Diretto da: Gloria Muzio
- Scritto da: Lauren Gussis

## Il generale
- Titolo originale: The General
- Diretto da: David Barrett
- Scritto da: David McKenna

### Trama
Il generale a capo delle Operazioni Speciali in Europa viene rapito da un comando di terroristi. Dopo un primo momento in cui si sospetta di Al Qaeda emerge uno scenario diverso. I rapitori sono un gruppo di terroristi che si ispira ai separatisti baschi. Dopo un inizio sotto copertura e successivi scontri diplomatici con le forze di polizia spagnole, che non gradiscono la presenza di inviati americani nel territorio sovrano di Spagna, i rapporti tra le forze Speciali Americane e le forze dell'ordine locali migliorano portando alla liberazione dell'ostaggio.

## I cinque pilastri
- Titolo originale: Five Pillars
- Diretto da: Craig R. Baxley
- Scritto da: Kenneth Biller e Erik Oleson

## Angeli caduti
- Titolo originale: Fallen Angels
- Diretto da: David Anspaugh
- Scritto da: Larry Moskowitz

## Amici nemici
- Titolo originale: Friends and Enemies
- Diretto da: Tawnia McKiernan
- Scritto da: Scott Reynolds

## Ragazze americane
- Titolo originale: Two Princes
- Diretto da: Kevin Dowling
- Scritto da: John Hlavin e Angela Russo

## Attacco alla base
- Titolo originale: Brothers In Arms
- Diretto da: Paul Michael Glaser
- Scritto da: David McKenna e Erik Oleson

## In mano al nemico
- Titolo originale: Hard Sell
- Diretto da: Steve Boyum
- Scritto da: Ken Robinson, Matthew Federman e Stephen Scaia (soggetto); Matthew Federman e Stephen Scaia (sceneggiatura)

## Isolamento speciale
- Titolo originale: Isolation
- Diretto da: David Barrett
- Scritto da: Lauren Gussis e Erik Oleson

## Perdite accettabili
- Titolo originale: Acceptable Losses
- Diretto da: Kenneth Biller
- Scritto da: Kenneth Biller e Ken Robinson